# Гриффины
«Гри́ффины» (англ. Family Guy, МФА: [ˈfæm.(ə)l.i gaɪ], «Семьяни́н») — американский анимационный ситком для взрослых, созданный Сетом Макфарлейном для телекомпании Fox Broadcasting Company. В центре сюжета типичная американская семья Гриффинов, состоящая из родителей, Питера и Лоис, их детей, Криса, Мэг и Стьюи, а также Брайана — антропоморфного пса. Действие ситкома происходит в Куахоге, вымышленном пригороде Провиденса, штат Род-Айленд. Бо́льшая часть юмора сериала представлена в форме так называемых врезок, которые зачастую не имеют ничего общего с сюжетом и содержат шутки на различные щепетильные и спорные темы, такие как политика, рабство, инвалидность, феминизм, ожирение и другие.
Идея «Гриффинов» пришла Макфарлейну ещё в колледже, но к её реализации он приступил после работы над своими первыми анимационными проектами, «Жизнь Ларри» и «Ларри и Стив». Он переделал главных персонажей этих фильмов, Ларри и его пса Стива, в Питера и Брайана соответственно. 15 мая 1998 года, сняв семиминутный пилотный эпизод, Макфарлейн представил свою идею руководителям телеканала Fox, которые дали проекту зелёный свет и запустили производство сериала. Ситком продержался три сезона, и в 2002 году его закрыли. Но хорошие продажи «Гриффинов» на DVD и высокие рейтинги показов на Adult Swim побудили руководство возобновить шоу в 2004-м.
Сериал был 16 раз номинирован на Прайм-тайм премию «Эмми» (выигрывал четыре раза) и 11 раз на премию «Энни», одержав три победы. В 2009 году он был номинирован на премию «Эмми» в категории «Лучший комедийный сериал». Впервые после «Флинтстоунов» в 1981 году в подобной категории был представлен анимационный проект. «Гриффины» неоднократно были названы культовым сериалом, в то же время он часто подвергается отрицательной критике, в том числе за свою схожесть с «Симпсонами».
На волне успеха сериала было выпущено множество связанной продукции, включая серию игрушек компании Mezco Toys, шесть книг издательства HarperCollins, комиксы, DVD и Blu-ray-издания, видеоигры и пинбольный автомат (2007). В 2011 году была подтверждена информация о проведении работы над полнометражной версией «Гриффинов». 7 сентября 2009 года состоялась премьера спин-оффа сериала — «Шоу Кливленда».

## История и создание

### Возникновение
Идея «Гриффинов» пришла Сету Макфарлейну в 1995 году, когда он учился в Школе дизайна Род-Айленда — колледже искусств в Провиденсе. Его дипломной работой была анимационная короткометражка «Жизнь Ларри». Мультфильм произвёл положительное впечатление на руководителей анимационной студии Hanna-Barbera, и те предложили Макфарлейну работу. К 1997 году он снял сиквел дипломной короткометражки под названием «Ларри и Стив», показывающий отношения мужчины среднего возраста по имени Ларри и его пса-интеллектуала, Стива. Сиквел был показан 5 февраля 1997 года как часть анимационного шоу What-a-Cartoon на кабельном телеканале Cartoon Network. Макфарлейну на тот момент было 23 года. Мультфильм «Ларри и Стив» привлёк внимание руководителей компании 20th Century Fox во время своего показа в рекламном блоке трансляции Супербоула, и они предложили Макфарлейну создать сериал, основанный на главных персонажах, выделив ему 50 000 долларов на создание презентации. Макфарлейн представил им готовый проект, «Гриффинов», спустя шесть месяцев работы дома.
Новый сериал наследовал некоторые особенности вышеупомянутых короткометражек. В частности, Ларри и Стив явились прототипами для Питера и Брайана Гриффинов соответственно. Макфарлейн шутил, что отличие между «Жизнью Ларри» и «Гриффинами» в том, что премьера первого из них прошла в комнате студенческого общежития, а второго — после трансляции Супербоула. Для своего творчества Макфарлейн черпал вдохновение из таких ситкомов, как «Симпсоны», «Все в семье» и «Шоу Ларри Сандерса». Также некоторое влияние оказали «ужасные», по мнению самого Макфарлейна, субботние утренние мультфильмы 1980-х, которые он смотрел в детстве, такие как «Фонц и банда „Счастливые деньки“» и «Рубик — удивительный кубик».
Изначально планировалось запустить проект в качестве серии короткометражек для скетчкома MADtv, подобно «Симпсонам», когда они были частью «Шоу Трейси Ульман». Но планы изменились: у MADtv не было достаточного количества бюджетных средств на производство мультипликации. Макфарлейн впервые продемонстрировал пилотную серию «Гриффинов» руководителям Fox 15 мая 1998 года. Демонстрационная версия длительностью в семь минут привела их в восторг. По признанию Макфарлейна, о готовности Fox запустить отдельный сериал он впервые узнал от своей матери, которая прочла в Интернете о том, что телекомпания купила 13 эпизодов «Гриффинов». Тогда же и началось производство мультсериала.

### Сценарий
На создание одного эпизода уходит около 10 месяцев, так как анимация рисуется вручную. Поэтому шоу редко содержит отсылки к недавним относительно выхода эпизода событиям в отличие от «Южного Парка», где создание эпизода занимает примерно неделю, что позволяет сценаристам, опираясь на текущие события, делать сериал актуальным. Первые сценаристы, с которыми пришлось работать Макфарлейну, ранее никогда не писали для анимационного шоу: до этого они были задействованы только в создании игровых ситкомов.
Макфарлейн, по собственным словам, — «огромный фанат» старых драматических радиопостановок. Одна из них, «Саспенс» — многосерийный радиоспектакль 1940-х, где каждый отдельный выпуск выходил под «зловещим» названием, — вдохновила Макфарлейна на подобные заглавия эпизодов типа «И у смерти есть тень» и «Разум превыше убийства», не имеющие ничего общего с сюжетом. После первых четырёх эпизодов от подобных именований отказались. В первые месяцы работы над сериалом у сценаристов ещё не было отдельного кабинета, и им приходилось работать в том же офисе, где располагалась команда создателей «Царя горы».
Во время забастовки Гильдии сценаристов США в 2007—2008 годах Fox продолжала выпуск эпизодов без окончательного согласия Макфарлейна. В интервью Variety он назвал эти действия «колоссальной членовыходкой» студии. Но юридически компания имела право работать над сериалом и без Макфарлейна. Без его участия она выпустила два эпизода. Забастовка закончилась 12 февраля 2008 года.

### Первые эпизоды и снятие с эфира
Премьера первого эпизода «Гриффинов», «Death Has a Shadow», состоялась 31 января 1999 года сразу после трансляции Супербоула XXIII. Шоу собрало у экранов 20 миллионов зрителей и вызвало некоторые споры.Второй эпизод, «I Never Met the Dead Man», вышел 11 апреля 1999 года, в воскресенье, в 20:30 по местному времени между «Симпсонами» и «Секретными материалами». К концу первого сезона «Гриффины» занимали 33-е место в рейтинге Нильсена с аудиторией 12,8 миллиона человек. Второй сезон стартовал 23 сентября 1999 года в новом таймслоте: четверг, 21:00. «Гриффины» конкурировали с «Фрейзером» телеканала NBC, из-за чего их рейтинг заметно сократился. После трёхмесячного перерыва шоу вернулось на экраны 7 марта 2000 года в новом таймслоте: вторник, 20:30. Сериалу приходилось конкурировать с телехитом, интеллектуальной игрой «Кто хочет стать миллионером?», которая занимала первые три места в рейтинге Нильсена. «Гриффины» в том же рейтинге занимали только 114-е место с аудиторией 6,32 миллиона человек.
В течение второго и третьего сезонов шоу часто появлялось в разные дни и таймслоты, что стало причиной дальнейшего падения рейтингов. 15 мая 2002 года Fox анонсировала осеннюю программу телепередач, и «Гриффинов» среди них не было. В том году сериал был официально отменён.

### Успех и возобновление показа
Fox пыталась продать права на повторную трансляцию шоу, но оказалось сложно найти заинтересованные телеканалы. В конце концов права приобрёл канал Cartoon Network «практически бесплатно». Премьера повторной трансляции «Гриффинов» состоялась в ночном блоке Adult Swim 20 апреля 2003 года. Сериал повысил свою аудиторию на 239 % и стал самым успешным в блоке. Чуть раньше, 15 апреля того же года, Fox издала первые 28 эпизодов на DVD. Шоу стало культурным феноменом: было продано около 400 000 копий менее чем за месяц. Вскоре количество проданных DVD достигло отметки 2,2 миллиона экземпляров. «Гриффины» стали самым продаваемым телевизионным шоу на DVD в 2003 году и вторым самым продаваемым ТВ-шоу на DVD в истории после первого сезона скетчкома «Шоу Шапелла» телеканала Comedy Central. Принимая во внимание хорошие продажи DVD и высокие рейтинги на Adult Swim, Fox приняла решение о возобновлении создания ситкома. В ноябре 2003 года стало известно, что телекомпания планирует выпуск 35 новых эпизодов сериала.
Макфарлейн нашёл выгодным трёхлетний перерыв, так как анимационные шоу идут обычно без перерывов, и к концу их сезонов зритель видит много шуток про секс и шуток, связанных с телесными функциями, что является признаком усталости команды создателей и показывает, насколько «зажарены их мозги». Макфарлейн утверждал, что создатели постарались сохранить шоу и его персонажей такими, какими они были до закрытия. Первый эпизод восстановленного сериала посмотрело 11,85 миллиона человек.

### Актёры озвучивания
Сет Макфарлейн озвучивает трёх главных героев сериала: Питера Гриффина, Брайана Гриффина и Стьюи Гриффина. Голос Питера был вдохновлён разговором охранника, услышанным Макфарлейном, когда он учился в Школе дизайна Род-Айленда. Голос Стьюи основан на голосе английского актёра Рекса Харрисона подобно тому, как он говорит в фильме «Моя прекрасная леди». Также Макфарлейн озвучивает некоторых эпизодических и второстепенных персонажей, таких как Гленн Куагмайр, Том Такер и Картер Пьютершмидт. Известно, что на роль Брайана прослушивался Уильям Мэйси.
Алекс Борштейн озвучивает Лоис Гриффин, Тришу Таканаву, Лоретту Браун и Барбару Пьютершмидт. Борштейн предложили озвучить пилотный эпизод, когда она работала в шоу MADtv. В то же время она участвовала в сценической постановке в Лос-Анджелесе, играя рыжеволосую мать. Для этой роли она скопировала голос своей двоюродной сестры. Тем же голосом актриса озвучивает Лоис. Известно, что Борштейн являлась старшим продюсером в четвёртом и пятом сезонах сериала.
Сет Грин озвучивает Криса Гриффина и Нейла Голдмана. Грин рассказывал, что во время своего прослушивания он говорил голосом Буффало Билла из фильма «Молчание ягнят».
Лейси Шабер озвучивала Мег Гриффин с 1999 по 2000 годы. С 2000 года этого персонажа озвучивает Мила Кунис. Известно, что в пилотном выпуске Мег говорила голосом Рейчел Макфарлейн. А специально для эпизода «Don’t Make Me Over» была приглашена Тара Стронг для озвучивания поющей Мег.
Майк Генри озвучивает Кливленда Брауна, Кливленда Брауна Младшего, Герберта и других второстепенных персонажей. Генри познакомился с Макфарлейном ещё в Школе дизайна Род-Айленда и продолжал поддерживать с ним связь после окончания учёбы. Макфарлейн пригласил Генри в качестве сценариста, но спустя несколько эпизодов тот создал Кливленда и сам стал его озвучивать. Основой для голоса персонажа послужил голос мужчины, с которым Генри однажды играл в баскетбол и который произносил «Мэриленд» как «Мерлин». На голос Герберта его вдохновил старик, встретившийся в продуктовом магазине. В основном актёрском составе Генри начал значиться лишь с пятого сезона.
| Основной актёрский состав                                                                            | Основной актёрский состав                                                    | Основной актёрский состав                                             | Основной актёрский состав                               | Основной актёрский состав                                                                                           |
| --- | ---------------------------------------------------------------------------- | --------------------------------------------------------------------- | ------------------------------------------------------- | --- |
| A man with black hair and a black shirt, leaning forward, smiling into a microphone                  | A woman with black hair, tied back, smiling, and sitting behind a microphone | A man with red hair, smiling slightly and sitting behind a microphone | A woman with long brown hair, smiling into a microphone | A man with closely shaven hair, and slight stubble, looking to the side slightly with his eyes, behind a microphone |
| Сет Макфарлейн                                                                                       | Алекс Борштейн                                                               | Сет Грин                                                              | Мила Кунис                                              | Майк Генри |
| Питер Гриффин, Стьюи Гриффин, Брайан Гриффин, Гленн Куагмайр, Том Такер, Картер Пьютершмидт и другие | Лоис Гриффин, Лоретта Браун, Барбара Пьютершмидт, Триша Таканава и другие    | Крис Гриффин, Нейл Голдман и другие                                   | Мэг Гриффин                                             | Кливленд Браун, Кливленд Браун Младший, Герберт и другие                                                            |

Другие члены текущего актёрского состава: Патрик Уобертон в роли Джо Суонсона; Адам Уэст в роли мэра Адама Веста; Дженнифер Тилли в роли Бонни Суонсон; Джонни Брэннан в роли Морта Голдмана; Лори Алан в роли Дайаны Симонс и Фил Лямар в роли Олли Уильямса и судьи. Джонатана Уида озвучивал Карлос Алазракви, а Смерть — Адам Каролла и Норм Макдоналд. Аниматор Бутч Хартман озвучивает множество эпизодических персонажей, а сценарист Денни Смит разных второстепенных, таких как Гигантский Цыплёнок Эрни.
Часто для озвучивания различных персонажей приглашаются знаменитости, которые в основном играют самих себя. Но в отличие от камео, где появление звезды может длиться лишь несколько секунд, персонажи приглашённых звёзд принимают участие на протяжении всего эпизода. Например, в эпизоде «Not All Dogs Go to Heaven» принял участие в озвучивании самого себя актёрский состав сериала «Звёздный путь: Следующее поколение», включая Патрика Стюарта, Джонатана Фрейкса, Брента Спайнера, Левара Бертона, Гейтс Макфаддэн, Майкла Дорна, Уила Уитона, Марину Сиртис и Дениз Кросби.

### Исполнительные продюсеры
Макфарлейн является исполнительным продюсером и творческим консультантом «Гриффинов» и был им на протяжении всего существования проекта. Первыми исполнительными продюсерами шоу были Дэвид Цукерман и Дэвид Притчард. В создании ситкома в разное время участвовали такие исполнительные продюсеры, как Дэниел Палладино, Кара Валлоу и Дэнни Смит. Дэвид Гудман вступил в проект в качестве сопродюсера в течение работы над третьим сезоном, но в конце концов занял место исполнительного. Зачастую в шоу подобного рода исполнительные продюсеры работают в качестве так называемых «шоураннеров», тех, кто являются главными сценаристами и руководят производственным процессом.

## Персонажи и место действия
Сюжет мультсериала вращается вокруг семьи Питера Гриффина — неуклюжего синего воротничка, католика с ирландско-американскими корнями и выраженным род-айлендским акцентом. Он женат на Лоис, домохозяйке и учителе музыки с ярко выраженным акцентом Новой Англии из состоятельной светской семьи Пьютершмидт. У Питера и Лоис трое детей: дочь-подросток Мег, которая плохо вписывается в общество своей школы и которую нередко высмеивает или игнорирует собственная семья; сын-подросток Крис, имеющий избыточный вес и во многом похожий по характеру и поступкам на своего отца, и злодей-младенец Стьюи с неоднозначной сексуальной ориентацией и взрослыми манерами. С Гриффинами живёт антропоморфный пёс, Брайан, который пьёт мартини и виски и разговаривает, но сохраняет при этом повадки животного.
Основное действие мультсериала разворачивается в Куахоге, вымышленном пригороде Провиденса, штат Род-Айленд. Школа дизайна Род-Айленда, в которой учился Макфарлейн, находится в Провиденсе. Это и повлияло на выбор места жительства Гриффинов. В самом сериале над крышами домов можно заметить некоторые реально существующие здания Провиденса. Часто Макфарлейн заимствует названия реальных мест и знаменитостей Род-Айленда для использования их в шоу, такие как Потакет и Бадди Чианчи. В интервью местному телеканалу этого штата Макфарлейн заявил, что Куахог был смоделирован с Крэнстона, находящегося в Род-Айленде.

## Особенности

### Юмор
Сериал использует технику так называемого «врезочного» юмора. За один эпизод может быть в среднем семь-восемь врезок, большинство из которых не имеет ничего общего с сюжетом.
В «Гриффинах» также присутствует самоирония. Наиболее её распространённой формой являются шутки о Fox Broadcasting, а также случаи, когда персонажи, сломав четвёртую стену, обращаются к зрителям. Например, в эпизоде «North by North Quahog» Питер иронизирует над отменой «Гриффинов», когда вместо них канал показывал такие шоу, как «Тёмный ангел», «Неопределившиеся», «Светлячок» и многие другие, и все они были отменены.
В сериале часто предметом шуток становятся различные щепетильные и спорные темы, такие как политика, рабство, инвалидность, феминизм, ожирение, религия, педофилия и другие, а также расовые и половые темы. Нередко сериал высмеивает и знаменитостей. Некоторые персонажи ситкома имеют свои особые фразы и выражения. Например, «Giggity giggity goo!» Куагмайра или «Holy crap!» Питера.

### «Road to»-эпизоды
«Road to…» — это особая серия эпизодов, являющихся пародией на серию фильмов «Дорога в…» с Бингом Кросби и Бобом Хоупом в главных ролях. В этих эпизодах центральными персонажами являются Стьюи и Брайан, которые, по сюжетам, попадают в иностранные государства, в научно-фантастические или сверхъестественные места, расположенные очень далеко от их места проживания в Куахоге. Серия также знаменита своими музыкальными номерами. Первый эпизод из серии, «Road to Rhode Island», был показан 30 мая 2000 года как часть второго сезона сериала. Последний — «Road to India» был показан 22 мая 2016 года как часть четырнадцатого сезона.

## Реакция и влияние

### Успех
«Гриффины» пользуются успехом у критиков. Так, Кэтрин Сейпп из National Review назвала сериал «неприличным, но чрезвычайно смешным». Керин Джеймс из The New York Times посчитала Гриффинов «ужасно сатирической семьёй». А 21 апреля 2009 года сериал заслужил звания «Шоу недели» по версии еженедельника The Sydney Morning Herald, который также назвал ситком «поп-культурным шедевром». Фрейзер Мур из The Seattle Times дал смешанную оценку. Он именовал сериал «глупым и пагубным», но в то же время «потрясающе остроумным», а «местами просто блестящим». Эту неоднозначность он назвал «ловкой смесью гениального со смешным». По мнению Ненси Франклин из The New Yorker, «„Гриффины“ превзошли „Симпсонов“ с точки зрения качества и размаха». Шоу стало самым просматриваемым и заняло первое место в списке самых популярных поисковых запросов на сайте Hulu в 2009 году. Редакция сайта IGN заявила, что не знает подобной телевизионной комедии, которая создаёт столько смеха в течение получаса. Редакция журнала Empire отметила, что одна из причин, по которым она любит этот сериал, — «в нём нет ничего святого».
Некоторые знаменитости признавались, что являются поклонниками «Гриффинов». Так, Роберт Дауни-младший позвонил создателям шоу и спросил, может ли он поспособствовать в создании эпизода, так как его сын — фанат сериала. Впоследствии был придуман персонаж специально для Дауни. Также поклонниками шоу являются Дуэйн Джонсон, Рианна и Бритни Спирс. Известно, что Спирс претендовала на эпизодическую роль в сериале, но в конце концов Макфарлейн отклонил эту идею, чтобы не устраивать соперничества «Гриффинов» с «Южным Парком», где над Бритни ранее изощрённо издевались.
В 2008 году Питер Гриффин появился в качестве рекламы сети ресторанов Subway.

### Награды, номинации и рейтинги
Сериал и его создатели 16 раз были номинированы на Прайм-тайм премию «Эмми» и выигрывали 4 раза. В 2009 году «Гриффины» были номинированы на премию «Эмми» в категории «Лучший комедийный сериал». Впервые после «Флинтстоунов» в 1961 году в подобной категории был представлен анимационный проект.
Ситком был 11 раз номинирован на премию «Энни» и выигрывал 3 раза. «Гриффины» также были номинированы на множество других наград.
| Год  | Премия                        | Категория                                | Лауреат или номинант                                               | Итог      |         |
| ---- | ----------------------------- | ---------------------------------------- | ------------------------------------------------------------------ | --------- | ------- |
| 2000 | 52-я Прайм-тайм премия «Эмми» | Выдающееся закадровое исполнение         | Сет Макфарлейн за озвучивание Стьюи Гриффина                       | Победа    | [ 111 ] |
| 2002 | 54-я Прайм-тайм премия «Эмми» | Выдающиеся музыка и слова                | Сет Макфарлейн (слова) и Уолтер Мёрфи (музыка)                     | Победа    | [ 104 ] |
| 2005 | 33-я Премия «Энни»            | Режиссура в анимационной телепрограмме   | Питер Шин за эпизод «North by North Quahog»                        | Победа    | [ 107 ] |
| 2005 | 33-я Премия «Энни»            | Озвучивание в анимационной телепрограмме | Сет Макфарлейн за озвучивание Стьюи в эпизоде «Brian the Bachelor» | Победа    | [ 107 ] |
| 2007 | 59-я Прайм-тайм премия «Эмми» | Личные достижения в анимации             | Стив Фонти за эпизод «No Chris Left Behind»                        | Победа    | [ 112 ] |
| 2007 | 35-я Премия «Энни»            | Раскадровка в анимационной телепрограмме | Стив Фонти за эпизод «No Chris Left Behind»                        | Победа    | [ 109 ] |
| 2009 | 61-я Прайм-тайм премия «Эмми» | Лучший комедийный сериал                 | Лучший комедийный сериал                                           | Номинация | [ 104 ] |
| 2010 | 62-я Прайм-тайм премия «Эмми» | Личные достижения в анимации             | Грег Колтон за эпизод «Road to the Multiverse»                     | Победа    | [ 113 ] |

IGN поставил «Гриффинов» на седьмое место в списке «100 лучших мультсериалов», на шестое в списке «25 лучших мультсериалов, транслирующихся в прайм-тайм» и на 24-е в списке «25 самых смешных телешоу всех времён». Сериал удостоился 12-го места в списке «50 величайших телешоу всех времён» по версии журнала Empire. В 2005 году британский телеканал Channel 4 опубликовал рейтинг «100 величайших мультфильмов», который создавался на основе зрительского голосования. «Гриффины» оказались на 5-м месте. А в 2007 году TV Guide составил список «Самых культовых шоу в истории», где сериал удостоился 15-го места.

## Критика
Сериал нередко подвергался негативной оценке со стороны некоторых критиков. Так, консервативная общественная организация Parents Television Council (PTC) «напала» на сериал с момента его премьеры и часто присуждала различным его эпизодам звание «Худшего телешоу недели». Она считает ситком «самым вредным» на телевидении, «помогающим продвижению нетерпимости в обществе» и выставляющим религию в негативном свете. Также PTC трижды включала «Гриффинов» в различные списки худших шоу для семейного просмотра в 2000-м, 2005-м и 2006 годах. Из-за дурной репутации ситкома некоторые спонсоры и рекламодатели отказались от сотрудничества с ним. Также критики негативно отзываются о схожести «Гриффинов» с «Симпсонами».
PTC обвиняла «Гриффинов» в нацизме и демонстрации презрения к религии и умышленном изображении Бога как предмета насмешек.
Сериал также становился объектом нескольких скандалов. Так, в эпизоде «The Son Also Draws» (1999) Питер заявляет: «Канада — отстой», что стало причиной споров среди канадской телеаудитории. А в 2009 году власти Венесуэлы запретили трансляцию «Гриффинов» по местному телевидению, поскольку, по их мнению, сериал пропагандирует употребление марихуаны. В качестве аргумента они сослались на эпизод «420», где Брайан разворачивает кампанию по легализации наркотиков в Куахоге. На следующий год в эпизоде «Extra Large Medium» персонаж с синдромом Дауна, Элен, рассказывает, что её мать — бывший губернатор Аляски. Это вызвало возмущение Сары Пэйлин, которая действительно являлась губернатором этого штата, а также имеет ребёнка с тем же синдромом.
Серьёзное недовольство организаций, помогающих больным СПИДом, вызвала врезка из эпизода «The Cleveland–Loretta Quagmire», где появляется парикмахерский квартет, который в форме песни и танца сообщает человеку в больничной палате, что у того СПИД. Частью квинтета был Питер, и врезку предваряла сцена, где он рассказывает, что является мастером передавать плохие новости. Организации заявляли, что сериал шутит над болезнью, затрагивающей более 40 миллионов человек, большинство из которых умрут от неё. Крейг Томпсон, исполнительный директор AIDS Project Los Angeles, сказал:
Барбершоп-квартет беспечно пел о СПИДе примерно так же смешно, как и песни о раке молочной железы или лейкемии. Особенно для людей, живущих с этим заболеванием.
На подобные обвинения в адрес шоу, включая те, что у некоторых людей могло сложиться мнение, будто СПИД — это повод для смеха, ответил пресс-секретарь Fox Стивен Мельник:
Аудитория… хорошо знает чего ожидать от шоу: крамольная, а иногда и шокирующая комедийная точка зрения, выходящая за границы целесообразности. Эта сцена — шутка не о ВИЧ, а о невежестве Питера, неспособного рассказать плохие новости.

### Судебные разбирательства
В июне 2002 года Игорь Смыков подал в суд на канал «РЕН ТВ» с требованием прекращения трансляции мультсериалов «Симпсоны» и «Гриффины» или, по крайней мере, перенести их показ на вечернее время. Также он требовал компенсацию в размере 50 000 рублей (в конечном итоге сумма была увеличена до 300 тысяч). Смыков утверждал, что после просмотра «Гриффинов» его шестилетний сын спрашивал его, что такое «кокаин». А после того, как за это ему был объявлен выговор, он назвал свою мать «жабой». Спустя почти три года, в апреле 2005 года, Хамовнический районный суд Москвы отклонил иск Игоря Смыкова. На слушании, на которое сам Смыков не явился, суд смотрел эпизод «If I’m Dyin’, I’m Lyin’». Некоторые участники судебного процесса смеялись во время просмотра.
В марте 2007 года актриса Кэрол Бёрнетт подала в суд на компанию 20th Century Fox за использование её эксклюзивных имени и образа уборщицы в «Шоу Кэрол Бёрнетт». Также она утверждала, что в «Гриффинах» используется изменённая версия музыкальной темы её шоу. В качестве компенсации актриса потребовала 2 миллиона долларов. 4 июня 2007 года в иске было отказано. В постановлении указывалась отсылка к Первой поправке и делу «Журнал „Hustler“ против Фалуэлла».
3 октября 2007 года компания Bourne Co. Music Publishers подала в суд на 20th Century Fox Film Corporation, Fox Broadcasting Company, Cartoon Network, Сета Макфарлейна, Уолтера Мёрфи и т. д. за нарушение авторских прав на песню «When You Wish upon a Star». По мнению компании, права нарушала пародийная песня «I Need a Jew» из эпизода «When You Wish Upon a Weinstein». Компания требовала прекратить трансляцию сериала и возместить ущерб на неопределённую сумму. 16 марта 2009 года суд постановил, что песня из «Гриффинов» не нарушает авторских прав.
5 декабря 2007 года комик Арт Метрано подал иск в суд с обвинением сериала в нарушении авторских прав и требованием компенсации в размере 2 миллионов долларов. По его мнению, права нарушала сцена с шуточно-магическими действиями Иисуса, похожими на сценические номера Метрано. В иске обвиняемыми значились 20th Century Fox, Макфарлейн, Каллаган и Борштейн. Дело было урегулировано во внесудебном порядке в 2010 году на нераскрытых условиях.

## Товары
В 2004 году компания Mezco Toyz выпустила серию игрушек, изображающих членов семьи Гриффинов. А в следующие два года появились четыре новых серии, все изображающие Питера. С 2005 по 2007 годы издательство HarperCollins выпустило шесть книг, основанных на мультсериале.
В 2006 году компанией 2K Games была издана видеоигра Family Guy Video Game! для консолей Xbox, PlayStation 2 и PlayStation Portable. Разработчиком выступила студия High Voltage Software. В 2007-м компания Stern выпустила пинбольный автомат Family Guy. 2 ноября 2009 года журналист сайта IGN Райан Ленгли сообщил о разработке новой мультиплатформенной командной игры по мотивам «Гриффинов» для платформ Xbox 360, PlayStation 3 и Wii. Летом 2012 года проводилось открытое бета-тестирование браузерной MMORPG Family Guy Online, однако уже 18 января 2013 года проект будет закрыт. 20 ноября 2012 в США состоялся релиз Family Guy: Back to the Multiverse на консолях Playstation 3 и Xbox 360.
27 июля 2011 года издательство Titan Comics выпустило первый номер комиксов «Family Guy», основанных на вселенной «Гриффинов» и их персонажах. Редактором выступил Стив Уайт, а художниками — Энтони Уильямс и С. Л. Гэллант. За ходом производства внимательно следили продюсеры оригинального шоу.
26 апреля 2005 года под лейблом Geffen Records вышел саундтрек Family Guy: Live in Vegas, содержащий в себе 14 треков, исполненных голосами персонажей сериала и несколькими приглашёнными звёздами. Издание также включало бонусный DVD-контент.

### DVD и Blu-ray-издания
Сериал также является коммерчески успешным на DVD. «Гриффины» — это первое шоу, которое вернулось на экраны благодаря DVD-продажам.
| Сезон/эпизод                               | Дата выхода DVD  | Дата выхода DVD | Дата выхода DVD  |
| Сезон/эпизод                               | Регион 1         | Регион 2        | Регион 4         |
| ------------------------------------------ | ---------------- | --------------- | ---------------- |
| 1                                          | 15 апреля 2003   | 12 ноября 2001  | 20 октября 2003  |
| 2                                          | 15 апреля 2003   | 27 января 2003  | 2 августа 2004   |
| 3                                          | 9 сентября 2003  | 21 июля 2003    | 2 мая 2005       |
| 4                                          | 29 ноября 2005   | 24 апреля 2006  | 29 мая 2006      |
| 4                                          | 14 ноября 2006   | 30 октября 2006 | 1 ноября 2006    |
| Stewie Griffin: The Untold Story           | 27 сентября 2005 | 24 октября 2005 | 25 января 2006   |
| 5                                          | 18 сентября 2007 | 15 октября 2007 | 17 октября 2007  |
| Blue Harvest                               | 15 января 2008   | 21 января 2008  | 5 февраля 2008   |
| 6                                          | 21 октября 2008  | 10 ноября 2008  | 10 декабря 2008  |
| 7                                          | 16 июня 2009     | 2 ноября 2009   | 29 сентября 2009 |
| 8                                          | 15 июня 2010     | 1 ноября 2010   | 17 августа 2010  |
| Something, Something, Something, Dark Side | 22 декабря 2009  | 26 декабря 2009 | 23 декабря 2009  |
| 9                                          | 13 декабря 2011  | 9 мая 2011      | 15 июня 2011     |
| 9                                          | 25 сентября 2012 | 7 ноября 2011   | 29 февраля 2012  |
| It’s a Trap!                               | 21 декабря 2010  | 27 декабря 2010 | 22 декабря 2010  |
| 10                                         | 24 сентября 2013 | 4 ноября 2013   | 9 октября 2013   |
| 11                                         | 17 декабря 2013  | 9 июня 2014     | 14 мая 2014      |
| 12                                         | 9 декабря 2014   | 10 ноября 2014  | 10 декабря 2014  |
| 13                                         | 8 декабря 2015   | 16 ноября 2015  | 2 декабря 2015   |
| 14                                         | 6 декабря 2016   | 7 ноября 2016   | 30 ноября 2016   |
| 15                                         | 7 ноября, 2017   | 6 ноября, 2017  | 8 ноября 2017    |
| 16                                         | 4 декабря 2018   | 5 ноября 2018   | 21 ноября 2018   |

| Название Blu-ray                           | Дата выхода Blu-ray | Дата выхода Blu-ray |
| Название Blu-ray                           | Регион 1            | Регион 2            |
| ------------------------------------------ | ------------------- | ------------------- |
| Something, Something, Something, Dark Side | 22 декабря 2009     | 26 декабря 2009     |
| It’s a Trap!                               | 21 декабря 2010     | 22 декабря 2010     |

## Связанные проекты

### Сценические постановки
Ради «расширения интереса к шоу» Fox в течение 2004 года организовала четыре сценических постановки, названные Family Guy Live!. В них актёрский состав оригинального сериала зачитывал сценки из старых эпизодов и исполнял песни из альбома Family Guy: Live in Vegas. Выступления проходили в Лос-Анджелесе и Нью-Йорке и вмещали около 1200 человек каждое.
В 2009 году на телевидении было показано шоу Family Guy Presents Seth & Alex’s Almost Live Comedy Show, где Макфарлейн и Борштейн исполняли некоторые песни из сериала. Также было показано несколько юмористических анимационных вставок.

### Фильм
22 июля 2007 года Сет Макфарлейн в интервью журналу The Hollywood Reporter сообщил, что может начать работу над полнометражной версией сериала и даже ищет сюжет, который можно воплотить в ней. «Я не желаю делать [фильм] в стиле „Гриффины спасают мир“», — сказал он, также отметив, что официально ничего не заявляет. 13 октября 2011 года стало известно, что заключено соглашение о создании фильма о Гриффинах. Как сообщается, сценаристом выступил сам Макфарлейн совместно с Рикки Блиттом.

### Спин-офф
27 сентября 2009 года состоялась премьера анимационного сериала «Шоу Кливленда», создателем которого был Макфарлейн совместно с Майком Генри и Ричардом Аппелем. В центре сюжета — Кливленд Браун, который покидает Куахог вместе со своим сыном, Кливлендом Младшим, и оседает в штате Вирджиния в доме своей бывшей школьной подруги и её непослушных детей.